# Arga de Cima
Arga de Cima is een plaats (freguesia) in de Portugese gemeente Caminha en telt 87 inwoners (2001).

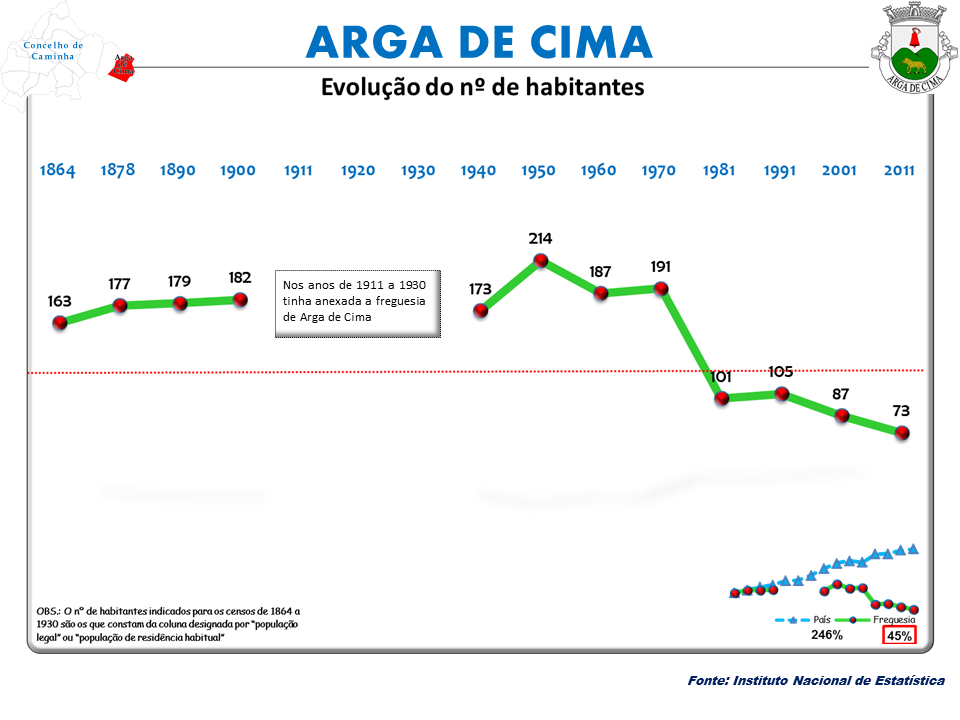
Bevolkingsontwikkeling tussen 1864 en 2011